# Alexander Steen
Alexander Lennart Steen, född 1 mars 1984 i Winnipeg, är en svensk-kanadensisk före detta professionell ishockeyspelare som sist spelade i St. Louis Blues.
Han har tidigare spelat på NHL-nivå för Toronto Maple Leafs och för Modo Hockey och Frölunda HC i SHL.
Steen vann Stanley Cup med St. Louis Blues säsongen 2018–19.

## Klubblagskarriär

### Elitserien
Alexander Steen gjorde sin elitseriedebut säsongen 2001–02 i Göteborgslaget Västra Frölunda HC. Han ansågs redan från början vara en stor talang. I Frölunda spelade han tre säsonger. Lockoutsäsongen 2004–2005, då NHL stängdes av och NHL-spelare hamnade i Elitserien, flyttade han till MODO Hockey. I ett lag med Peter Forsberg, Markus Näslund, Daniel och Henrik Sedin och Mattias Weinhandl fick han inte så mycket speltid som han tänkt sig, men slutade ändå sexa i den interna poängligan, efter just ovan nämnda spelare. 

### NHL

#### Toronto Maple Leafs
Han draftades av Toronto Maple Leafs som 24:e spelare i NHL-draften 2002 och skrev på ett treårigt entry level-kontrakt med klubben. 
Hans rookiesäsong 2005-2006 i NHL blev lyckad, han fick spela hela säsongen i NHL utan att bli nedskickad i farmarlaget. Steen spelade ofta i en kedja med lagkaptenen Mats Sundin, och gjorde 18 mål och 27 assists för totalt 45 poäng, vilket är väldigt bra för en nykomling i ligan. För Toronto som lag blev dock säsongen 2005–06 en besvikelse, man missade slutspelet. 
Steens andra säsong i NHL blev tyngre, då han under första halvan av säsongen gjorde relativt få poäng. Även om hans produktion ökade mot slutet av säsongen, så stannade han på 15 mål och 20 assists, tio poäng sämre än debutsäsongen. Toronto missade återigen slutspelet med en hårsmån. 
Hans tredje säsong liknade mycket de föregående: i ett mediokert Maple Leafs gjorde Steen en godkänd säsong, med 15 mål och 27 assists, men laget missade åter slutspel. Kritiken växte mot laget och dess spelare, och i slutet av säsongen sparkades General Managern John Ferguson, Jr. och en omformning av laget inleddes. Alexander Steen hade fått en del kritik för att ha stannat i utvecklingen - hans rookiesäsong var fortfarande hans bästa - och för att han vid 24 års ålder fortfarande inte blommat ut till den spelare Maple Leafs hade hoppats på. Trots detta blev han kvar i laget, som en av de spelare som skulle lyfta laget i framtiden. 

#### St. Louis Blues
I november 2008 blev bortbytt till St. Louis Blues efter en mindre lyckad start på säsongen.
Den 18 december 2013 skrev Steen på en kontraktsförlängning med Blues, där kontraktet är på tre år och startar den 1 juli 2014. Det nya kontraktet var värt $17,4 miljoner och där genomsnittsårslönen är $5,8 miljoner per säsong. I ren årslön så är det fördelat följande: $5,1 miljoner; $5,8 miljoner och $6,5 miljoner. Kontraktet innehåller också en NTC (No trade clause), det innebär att Blues kan inte trada honom till något annat lag utan hans godkännande.

## Landslagskarriär
I landslaget har Alexander Steen spelat träningsturneringar i Euro Hockey Tour. Hans första stora turnering var VM 2007, då han var det svenska lagets enda NHL-spelare. Steen spelade under turneringen tillsammans med Nicklas Bäckström. Sverige nådde en fjärdeplats efter att ha slagit Slovakien i kvartsfinalen.

## Privatliv
Han är son till den före detta ishockeyspelaren Thomas Steen.
Barn: Kingston -06, Kaspian-09, Noelle -19, Léon -21

## Statistik

### Klubbkarriär
| 2000–01    | Frölunda HC           | J20        | 15  | 5   | 7   | 12  | 6   | 5  | 4  | 2  | 6  | 2  |
| 2001–02    | Frölunda HC           | J20        | 25  | 22  | 18  | 40  | 49  | 2  | 1  | 1  | 2  | 2  |
|            | Frölunda HC           | SHL        | 26  | 0   | 3   | 3   | 14  | 10 | 1  | 2  | 3  | 0  |
| 2002–03    | Frölunda HC           | J20        | 2   | 0   | 2   | 2   | 0   | —  | —  | —  | —  | —  |
|            | Frölunda HC           | SHL        | 45  | 5   | 10  | 15  | 18  | 16 | 2  | 3  | 5  | 4  |
| 2003–04    | Frölunda HC           | SHL        | 48  | 10  | 14  | 24  | 50  | 10 | 4  | 6  | 10 | 14 |
| 2004–05    | Modo Hockey           | SHL        | 50  | 9   | 8   | 17  | 26  | 6  | 1  | 0  | 1  | 4  |
| 2005–06    | Toronto Maple Leafs   | NHL        | 75  | 18  | 27  | 45  | 42  | —  | —  | —  | —  | —  |
| 2006–07    | Toronto Maple Leafs   | NHL        | 82  | 15  | 20  | 35  | 26  | —  | —  | —  | —  | —  |
| 2007–08    | Toronto Maple Leafs   | NHL        | 76  | 15  | 27  | 42  | 32  | —  | —  | —  | —  | —  |
| 2008–09    | Toronto Maple Leafs   | NHL        | 20  | 2   | 2   | 4   | 6   | —  | —  | —  | —  | —  |
|            | St. Louis Blues       | NHL        | 61  | 6   | 18  | 24  | 24  | 4  | 0  | 1  | 1  | 0  |
| 2009–10    | St. Louis Blues       | NHL        | 68  | 24  | 23  | 47  | 30  | —  | —  | —  | —  | —  |
| 2010–11    | St. Louis Blues       | NHL        | 72  | 20  | 31  | 51  | 26  | —  | —  | —  | —  | —  |
| 2011–12    | St. Louis Blues       | NHL        | 43  | 15  | 13  | 28  | 28  | 9  | 1  | 2  | 3  | 6  |
| 2012–13    | Modo Hockey (lockout) | SHL        | 20  | 8   | 15  | 23  | 14  | —  | —  | —  | —  | —  |
|            | St. Louis Blues       | NHL        | 40  | 8   | 19  | 27  | 14  | 6  | 3  | 0  | 3  | 6  |
| 2013–14    | St. Louis Blues       | NHL        | 68  | 33  | 29  | 62  | 46  | 6  | 1  | 2  | 3  | 6  |
| 2014–15    | St. Louis Blues       | NHL        | 74  | 24  | 40  | 64  | 33  | 6  | 1  | 3  | 4  | 2  |
| 2015–16    | St. Louis Blues       | NHL        | 67  | 17  | 35  | 52  | 48  | 20 | 4  | 6  | 10 | 30 |
| 2016–17    | St. Louis Blues       | NHL        | 76  | 16  | 35  | 51  | 53  | 10 | 3  | 4  | 7  | 4  |
| 2017–18    | St. Louis Blues       | NHL        | 76  | 15  | 31  | 46  | 20  | –  | –  | –  | –  | –  |
| 2018–19    | St. Louis Blues       | NHL        | 65  | 10  | 17  | 27  | 14  | 26 | 2  | 3  | 5  | 2  |
| NHL totalt | NHL totalt            | NHL totalt | 963 | 238 | 367 | 605 | 442 | 87 | 15 | 21 | 36 | 56 |

### Internationellt
| År            | Lag           | Turnering     | Matcher | Mål | Assists | Poäng | Utv |
| ------------- | ------------- | ------------- | ------- | --- | ------- | ----- | --- |
| 2002          | Sverige       | U18 VM        | 8       | 2   | 6       | 8     | 8   |
| 2003          | Sverige       | JVM           | 6       | 4   | 2       | 6     | 6   |
| 2004          | Sverige       | JVM           | 6       | 2   | 1       | 3     | 4   |
| 2007          | Sverige       | VM            | 9       | 2   | 2       | 4     | 6   |
| 2014          | Sverige       | OS            | 6       | 1   | 3       | 4     | 4   |
| Junior totalt | Junior totalt | Junior totalt | 20      | 8   | 9       | 17    | 18  |
| Senior totalt | Senior totalt | Senior totalt | 15      | 3   | 5       | 8     | 10  |